# Eddy Merckx (fietsmerk)
Eddy Merckx is een Belgisch merk van racefietsen. Het bedrijf werd in 1980 opgericht door Eddy Merckx en kwam in 2017 in handen van de Belgian Cycling Factory.

## Geschiedenis

### Start en eerste overwinningen
Eddy Merckx sloot zijn carrière als profwielrenner af in 1978. Twee jaar later, op 28 maart 1980, ging hij van start met zijn eigen fietsmerk "Eddy Merckx". De fabriek bevond zich in Meise, de woonplaats van Merckx. Marc - IWC - VRD, de toenmalige ploeg onder leiding van Patrick Lefevere, nam met de Eddy Merckx-fietsen meteen deel aan de Ronde van Frankrijk en won er twee ritten: de 16e etappe werd gewonnen door Jos Deschoenmaecker en de 18e door Ludo Loos.
In 1986 en 1987 reed de Panasonic-ploeg met Eddy Merckx-fietsen. Onder meer Eric Vanderaerden en Eddy Planckaert reden toen voor deze ploeg en behaalden er belangrijke overwinningen: ritten en Groene trui in de Ronde van Frankrijk 1986, ritten in de Ronde van Spanje 1986 en Parijs-Roubaix 1987.

### Andere ploegen
Doorheen de jaren reden meerdere wielerploegen met het merk. De eerstvolgende waren 7-Eleven (1989-1991) en Motorola (1991-1996). Bij deze laatste ploeg reed toen Lance Armstrong, die er onder meer de Wereldkampioenschappen wielrennen 1993 won.
Later volgden nog meer ploegen: Topsport Vlaanderen (1994-heden), Domo-Farm Frites (2001-2002), Quick.Step (2010-2011), Eddy Merckx-Indeland (2011-2013), WB-Aqua Protect-Veranclassic (2011-heden), Destil-Jo Piels Cycling Team (2013-2017), Delta Cycling Rotterdam (2015-heden) en Lares-Waowdeals dames (2016-2017). De meerderheid hiervan waren evenwel kleinere ploegen, met uitzondering van Quick.Step. Toen deze het contract met de Eddy Merckx-fietsen stopzette, betekende dit een flinke streep door de rekening. Tot AG2R La Mondiale bekendmaakte in 2019 met Eddy Merckx in zee te gaan - er werd een contract voor twee jaar afgesloten. Hierdoor zullen de fietsen voor het eerst terug in de Ronde van Frankrijk hun opwachting maken. Voor het bedrijf is dit een zware investering: ongeveer 200 fietsen moeten gratis geleverd worden en daar bovenop moet nog bijbetaald worden ("een paar honderdduizenden euro's") om het fietsmerk van de ploeg te mogen zijn. AG2R rijdt met het nieuwe model EM525, Sport Vlaanderen-Baloise rijdt in 2019 nog met de oude EM525. Na twee seizoenen nam AG2R afscheid van Eddy Merckx Bikes. Team Flanders-Baloise rijdt tot eind 2024 op de 525. In 2025 schakelt het over naar de Falcn. Deze fiets is gebaseerd op de Falcn RS, geproduceerd door Ridley (dat net als Eddy Merckx Bikes onder de Belgian Cycling Factory valt). Dit wordt gezien als een tussenoplossing richting een nieuwe en competitieve 525 van Eddy Merckx Bikes. 

### Eigenaars
Lange tijd was Eddy Merckx de hoofdaandeelhouder van het bedrijf, tot hij eind 2008 de meerderheid van zijn aandelen verkocht aan Sobradis, het investeringsfonds van Joris Brantegem van Brantano. Jan Toye, de voormalige eigenaar van Brouwerij Palm had via de familieholding Diepensteyn reeds 20% van de aandelen van het Eddy Merckx-bedrijf en kocht in 2013 de 65% van Brantegem over, waardoor hij 85% van de aandelen in handen kreeg. Eddy Merckx zelf behield nog 6% en voormalige CEO Kurt Moons nog 9% van de aandelen, maar een jaar later, in 2014, werden zij volledig uitgekocht door Toye. Ondanks forse investeringen bleef het bedrijf verlieslatend, waarna Toye het in 2017 volledig doorverkocht aan Race Productions, dat nadien zijn naam veranderde in "Belgian Cycling Factory" en vooral bekend is van het fietsmerk Ridley. Belgian Cycling Factory investeerde opnieuw in het merk, met de bedoeling het terug internationale uitstraling te geven. Het logo werd meteen gewijzigd en het kleurenpalet vernieuwd. Begin 2018 bracht de Belgian Cycling Factory ook een eerste nieuw model Eddy Merckx-fietsen op de markt.

## Bedrijfsresultaten
Gedurende veel jaren boekte het bedrijf verlies: in het boekjaar 2012-2013 haalde het een omzet van 6,2 miljoen euro, maar het verlies bedroeg 2,4 miljoen euro. In 2016 steeg de omzet tot 9,4 miljoen, maar liep het nettoverlies op tot 5,7 miljoen euro.

## Corruptiezaak
Naar aanleiding van een gerechtelijk onderzoek naar een grootschalige fraudezaak bij de politiezone Brussel-Zuid werd Eddy Merckx in maart 2012 door de Brusselse onderzoeksrechter Jean-Claude Van Espen in verdenking gesteld van actieve corruptie (omkoping van een ambtenaar) bij de openbare aanbesteding van 46 fietsen. Op vraag van Merckx zou de Anderlechtse politiecommissaris Philippe Boucar in de offertes van de concurrenten hebben geneusd en hem hun prijzen hebben doorgespeeld. Zo kon Merckx kort daarna een beter, lees goedkoper, geantedateerd bod uitbrengen en alsnog het contract binnenhalen. In ruil zou Merckx Boucar en zijn vrouw gratis of tegen een flinke korting een dure Merckx-fiets hebben gegeven. Op 8 augustus 2016 maakte het Brussels parket bekend dat Merckx samen met Boucar en een tiental anderen, onder wie Gerald Noon, de voormalige korpschef van de politie Brussel-Zuid, in staat van beschuldiging werden gesteld en op 27 september voor de raadkamer dienden te verschijnen. De verdediging beklemtoonde dat de aanbestedingen steeds van hogerhand werden goedgekeurd en kondigde aan extra onderzoeksdaden te zullen vragen. In februari 2019, vier jaar na het afsluiten van het dossier door de onderzoeksrechter, besliste de Franstalige raadkamer van Brussel om Eddy Merckx en twaalf andere medebeklaagden buiten vervolging te stellen wegens verjaring van de feiten. Een jaar eerder had Merckx zijn fietsenfabriek Eddy Merckx Cycles al overgelaten aan de Belgian Cycling Factory, het bedrijf achter fietsenmerk Ridley.